# Sucedió entre las 12 y las 3
Sucedió entre las 12 y las 3 es un western del año 1976 procedente de EE. UU. dirigido y escrito por Frank D. Gilroy, a partir de una novela de él mismo. Está protagonizado por los actores Charles Bronson y Jill Ireland (marido y mujer por aquella época).

## Argumento
La noche anterior a un atraco, Graham Dorsey (Charles Bronson), uno de los ladrones, sueña que va a salir mal, por lo que a la mañana siguiente provoca un accidente con su caballo para no ir al poblado donde está el banco. Los cuatro restantes de la banda aceptan que les espere en una casa solitaria donde vive una viuda (Jill Ireland). Dorsey se enamora inmediatamente de la viuda y entre ambos surge un extraño romance que tendrá que acabar cuando el resto de la banda regrese del atraco.

## Reparto
- Charles Bronson: Graham
- Jill Ireland: Amanda
- Douglas Fowley: Buck Bowers
- Stan Haze: Ape
- Damon Douglas: Boy
- Héctor Morales: El Mexicano
- Bert Williams: Sheriff
- Davis Roberts: Sam
- Betty Cole: Edna
- William Lanteau: Reverendo Cabot
- Larry French: Mr. Taylor
- Michael LeClair: Cody Taylor